# سيجي كيمورا
سيجي كيمورا (باليابانية: 木村誠二) هو لاعب كرة قدم ياباني، ولد في 24 أغسطس 2001 في تشيبا في اليابان. لعب مع نادي طوكيو.

## وصلات خارجية
- سيجي كيمورا على موقع رابطة كرة القدم اليابانية للمحترفين (اليابانية)
- سيجي كيمورا على موقع إي إس بي إن إف سي (الإنجليزية)
- سيجي كيمورا على موقع قاعدة بيانات كرة القدم.إي يو (الإنجليزية)
- سيجي كيمورا على موقع Soccerbase.com (لاعب) (الإنجليزية)
- سيجي كيمورا على موقع Soccerway.com (الإنجليزية)
- سيجي كيمورا على موقع عالم كرة القدم.نت (الإنجليزية)